# Mallinella ponikioides
Mallinella ponikioides là một loài nhện trong họ Zodariidae.
Loài này thuộc chi Mallinella. Mallinella ponikioides được Robert Bosmans & Hillyard miêu tả năm 1990.